# Frans Pourbus, o Jovem

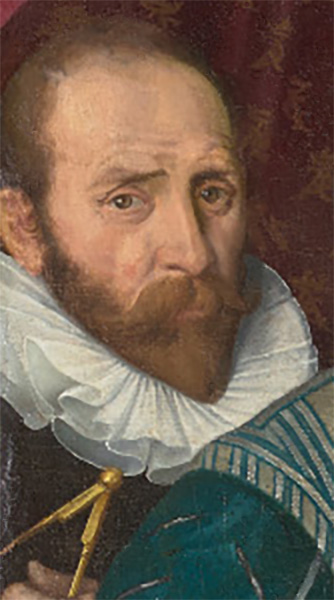
Possível Autorretrato.

Frans Pourbus filho ou Frans II (Antuérpia, 1569 - Paris, 1622) foi um pintor flamengo, filho de Frans Pourbus o velho e neto de Pieter Pourbus.[carece de fontes?]
Pourbus trabalhou para várias das mais influentes pessoas de seu tempo, incluindo os regentes espanhois e neerlandeses de Bruxelas, o Duque de Mantua e Maria de Médici, rainha da França. Seus trabalhos podem ser encontrados nos museus do Louvre, Prado, Metropolitano, Rijksmuseum e na Escola Real de Arte.

## Obras

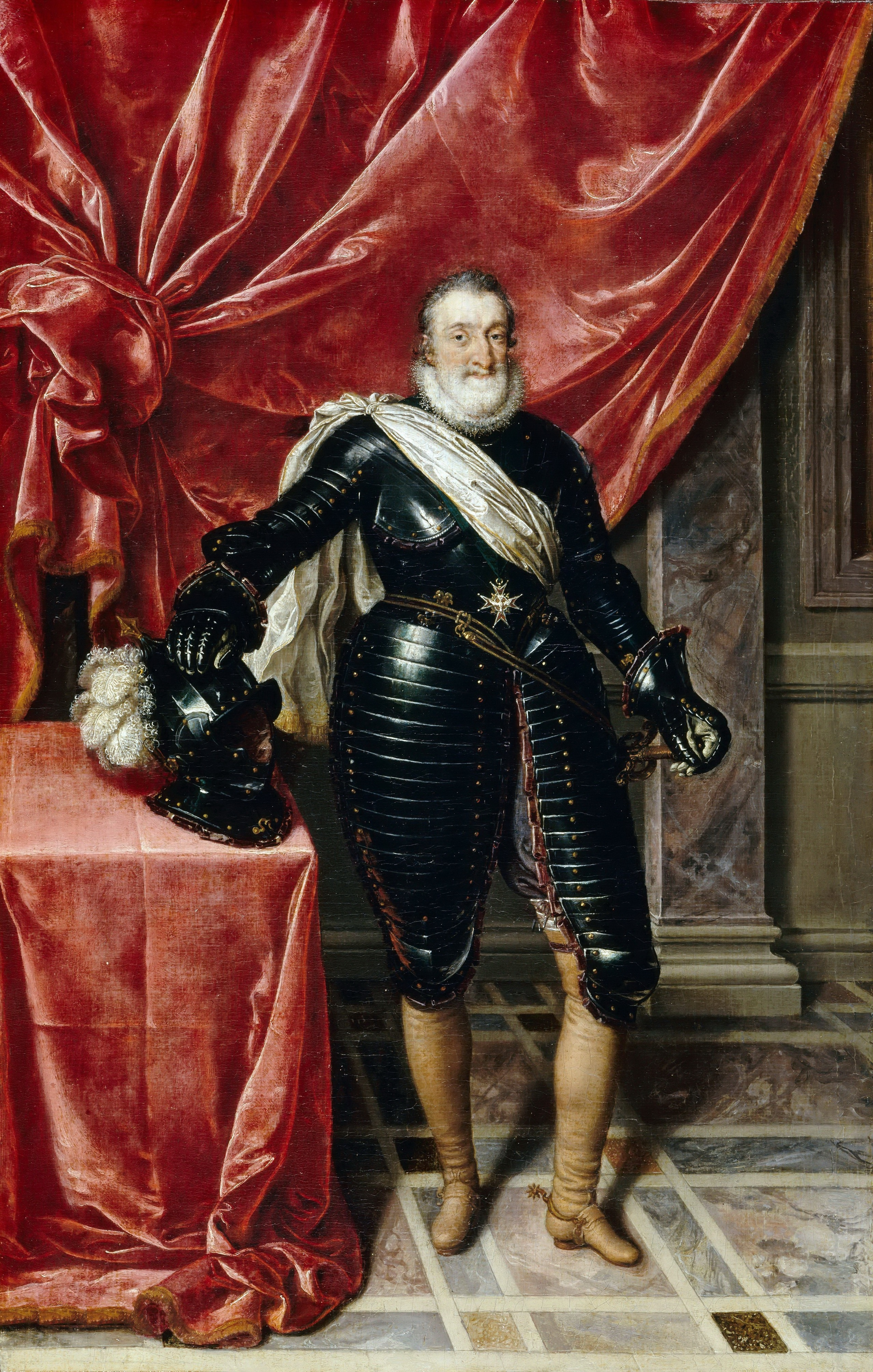
Retrato de Henrique IV por Frans Pourbous, Filho.